# Louis Jean-Jacques Acaau
Louis Jean-Jacques Acaau, död 1846, var en general som ledde en upprorsregering på Haiti år 1844.